# James Paterson

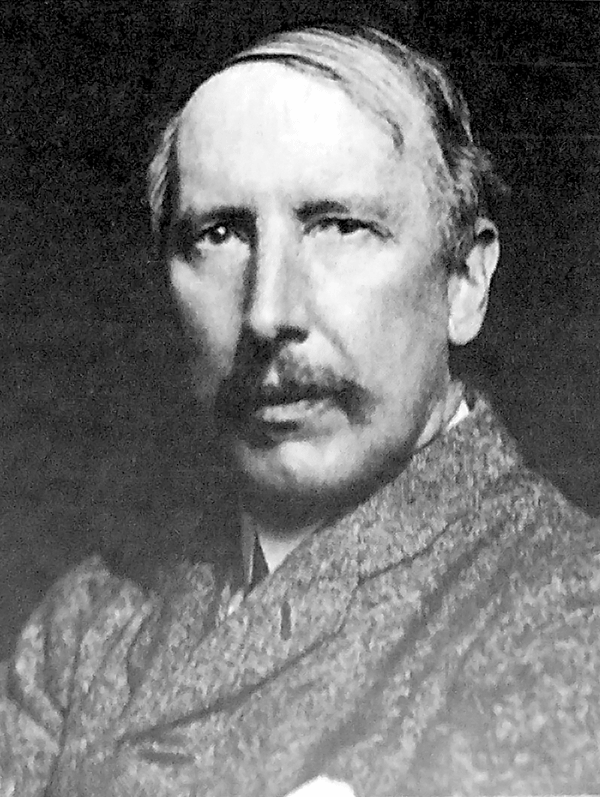
James Paterson (1854–1932)

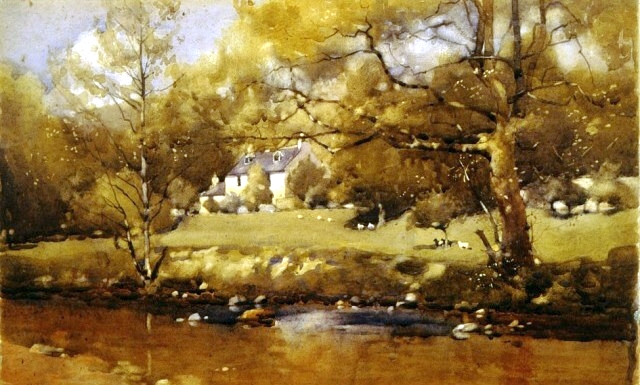
James Paterson: Moniaive (1890)

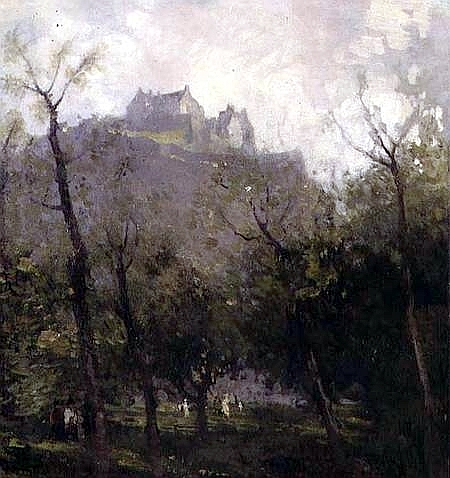
James Paterson: Edinburgh

James Paterson (* 21. August 1854 in Glasgow; † 25. Januar 1932 in Edinburgh) war ein schottischer Maler des Spätimpressionismus und wichtiges Mitglied der Glasgow Boys, einer Künstlergruppe aus dem 19. und frühen 20. Jahrhundert.

## Leben und Werk
James Paterson war der Sohn des Fabrikanten Andrew Paterson (1819–1907) und Margaret Hunter (1817–1901). Bei seiner Geburt wohnte die Familie in Blantyre, zog aber bald darauf nach Glasgow. Paterson studierte an der Western Academy in Glasgow gemeinsam mit William York MacGregor (1855–1923). Anschließend besuchten beide die Glasgow School of Art, wo sie unter anderem von Robert Greenless (1829–1896) unterrichtet wurden. Paterson studierte auch bei A.D. Robertson (1807–86), einem damals sehr bekannten Aquarellmaler. 1877 vertieften sich Paterson und MacGregor in St Andrews, Stonehaven und Nairnshire in die Freilichtmalerei. Paterson studierte daneben auch in Paris bei Jacquesson de la Chevreuse und später bei Jean-Paul Laurens. Die Malerkollegen James Guthrie und Edward Arthur Walton hielten sich in dieser Zeit zusammen mit Joseph Crawhall ebenfalls in Paris auf.
Nach Abschluss seiner Studien in Paris kehrte Paterson nach Glasgow zurück und traf sich regelmäßig im Atelier von MacGregor mit Walton, Crawhall, George Henry, John Lavery und anderen Künstler. Dort tauschten sie Modelle und Materialien aus und besprachen die neuen Ideen von jungen französischen Malern wie Jules Bastien-Lepage, dessen Plein-Air-Malerei sie faszinierte. Diese Gruppe bildete den Kern der Glasgow Boys, wobei MacGregor als Gründer und Mentor der Künstlervereinigung galt, da er etwas älter als die anderen Teilnehmer und zudem finanziell abgesichert war. Einzig James Gutherie und Arthur Melville nahmen nicht an diesen Treffen teil, besprachen sich aber dafür auf den sommerlichen Malexkursionen intensiv mit den Künstlerkollegen.
1879 kam Paterson erstmals nach Moniaive in der Grafschaft Dumfriesshire und malte Landschaften, die vom Stil des französischen Künstlers Jean-Baptiste Camille Corot geprägt waren. 1884 heiratete er Eliza Grier Ferguson, die Tochter von William Ferguson und Janet Cooper, und ließ sich mit ihr endgültig in Moniaive nieder. Als Hochzeitsgeschenk ließ sein Vater ein älteres Gebäude in Moniaive durch den schottischen Architekten John James Burnet im Stile der Arts-and-Crafts-Bewegung umbauen und schuf damit das heutige Kilneiss House. Paterson entwickelte sich nebenbei auch zu einem guten Amateurfotografen – sein Vater war einer der ersten Fotografen Schottlands – und nutzte die Aufnahmen vor allem als Vorlagen für seine Gemälde.
1885 wurde er in die Royal Scottish Society of Painters in Watercolour aufgenommen. 1906 zog Paterson nach Edinburgh, wo er bis zu seinem Lebensende wohnte. 1908 wurde er in die Royal Watercolour Society und 1910 in die Royal Scottish Academy gewählt. Von 1910 bis 1924 diente er der Akademie als Bibliothekar. 1922 wurde Paterson schließlich Präsident der Akademie. Nach seinem Tod 1932 richtete seine Enkelin Anne Paterson Wallace in Moniaive zu seinem Andenken ein Museum ein. Das Museum wurde 2003 geschlossen und das Inventar der Bibliothek der University of Glasgow gespendet.